# Амфиполска епархия (Вселенска патриаршия)
Вижте пояснителната страница за други значения на Амфиполска епархия.
Амфиполската епархия (на гръцки: Επισκοπή, Μητρόπολη Αμφιπόλεως) е бивша епархия на Вселенската патриаршия със седалище в македонския град Амфиполис. След закриването на епархията, амфиполски е титулярна викарна епископия, от XX век митрополия, на Цариградската патриаршия. Епископите в XIX век са викарни на Драмската митрополия, а в XX – на Американската архиепископия.
Епископи
| Име      | Име       | Години                                                                               |
| -------- | --------- | ------------------------------------------------------------------------------------ |
| Нарсис   | Νάρκισσος | споменат в 344, участник в Сердикийския събор, възможно е да е епископ на Йерополис  |
| Андрей   | Ανδρέας   | споменат в 692, участник в Трулския събор                                            |
| Анонимен |           | споменат около 808 в житието на Теодор Студит, възможно е да е епископ на Хрисуполис |
| Йоан     | Ιωάννης   | като Хрисуполски, споменат в 869, участник в Константинополския събор                |

Титулярни епископи
| Име        | Име           | Години                            |
| ---------- | ------------- | --------------------------------- |
| Антим      | Άνθιμος       | 1854 – август 1866                |
| Яков       | Ιάκωβος       | 12 юни 1875 – 25 август 1882      |
| Прокопий   | Προκόπιος     | 13 март 1894 – 5 май 1899         |
| Евгений    | Ευγένιος      | 27 април 1906 – 10 септември 1913 |
| Йоаким     | Ιωακείμ       | 5 ноември 1917 – 24 февруари 1922 |
| Константин | Κωνσταντίνος  | 10 януари 1925 – 10 април 1933    |
| Сила       | Σίλας         | 9 октомври 1960 – 5 март 1979     |
| Теоклит    | Θεόκλητος     | 5 февруари 1987 – 8 юни 1993      |
| Василий    | Basil Osborne | 8 юни 2006 – 5 октомври 2009      |
| Христофор  | Χριστοφόρος   | 30 октомври 2023                  |